# عروسک (فیلم ۱۹۶۸)
عروسک (لهستانی: Lalka) یک فیلم لهستانی به کارگردانی وویچیخ یژی هاس است که در سال ۱۹۶۸ منتشر شد.

## گزیدهٔ بازیگران
- بئاتا تیشکیه‌ویچ
- یان کرچمار
- یان کچر
- آنا سنیوک
- کالینا یندروشیک
- یوزف پیراتسکی
- ماریوش دموخوفسکی
- تادئوش فی‌یفسکی
- ویسواف گوواس
- آندژی واپیتسکی
- یان ماخولسکی
- بوگومیو کوبی‌یلا
- ماریان اوپانیا
- ویتولد پیرکوش
- ریشارد کوتیس
- کریستینا فلدمان
- توماش زالیفسکی
- یژی موس
- هالینا کفیاتکوفسکا
- واتسواف کووالسکی
- زجیسواف ماکلاکیه‌ویچ
- الژبیتا استاروستتسکا
- تادئوش کندرات
- الیاش کوژیمسکی
- یان کوچینیاک
- یانوش کوئوشینسکی
- برنارد وادیش